# Wulfheard
Wulfheard († zwischen 822 und 824) war Bischof von Hereford. Er wurde 801 zum Bischof geweiht und trat sein Amt im gleichen Jahr an. Er starb zwischen 822 und 824.